# فيرا بيلا
فيرا بيلا (بالتشيكية: Věra Bílá)‏‏ (22 مايو 1954 في روكيتساني - 12 مارس 2019 في بلزن) مغنية من التشيك.

## روابط خارجية
- فيرا بيلا على موقع IMDb (الإنجليزية)
- فيرا بيلا على موقع ميوزك برينز (الإنجليزية)
- فيرا بيلا على موقع أول ميوزيك (الإنجليزية)
- فيرا بيلا على موقع ديسكوغز (الإنجليزية)
- فيرا بيلا على موقع قاعدة بيانات الفيلم (الإنجليزية)